# Browoz
Browoz war ein Maß in Königsberg und entsprach der Last. Das Maß war für Salz aus Spanien und Frankreich bestimmt. 
- 1 Browoz = 18 Tonnen loses Salz (Schiffsmaß)
- 1 Browoz = 16 Tonnen verpacktes Salz (aus Speichern)

Die übliche Last hatte in dieser Region 12 Tonnen und war für Waren wie Asche, Pech, Teer, Dorsch, Heringe, Fleisch, Honig, Met und Bier gedacht.
Die Last hatte auch 60 Zentner zu 100 Pfund.